# Harddiskaunt
Gli Harddiskaunt sono un gruppo ska italiano formatosi nel gennaio del 1996 nella provincia di Varese.

## Storia
In Italia si sono esibiti in centinaia di concerti spaziando da Bolzano a Taranto, da Trento ad Avellino, accompagnando spesso band straniere come gli Skatalites, gli Ska-P e artisti italiani come Daniele Sepe, Il Parto delle Nuvole Pesanti o Daniele Silvestri. Vantano numerosi tour in Germania, Austria, Svizzera, Croazia e un contratto con la label tedesca Grover Records, principale etichetta ska in Europa. Gli Harddiskaunt, fin dal primo demo del 97, hanno contaminato lo ska più genuino con altri generi come lo swing, il surf, il reggae e latin. Se nell'ultimo album "La buena y la mala onda" le contaminazioni con i ritmi sudamericani si era fatta molto forte, nel nuovo lavoro, Skankin' Around, la band ha scelto di tornare alle origini dello ska. L'EP comprende sei classici giamaicani di autori come Jimmy Cliff, Bob Marley, Maytals e John Holt.

## Formazione
- Biagio alias the Tbone King (trombone e voce)
- Davide alias Mr. Borkia (basso e voce)
- Tommaso Soru alias Tommy Rimshot (batteria e percussioni)
- Emiliano alias the Sax Symbol (sax e voce)
- Luka alias Luka Rudeboy (chitarra e voce)
- Tommy alias Siddh (tastiere)

## Discografia

### Album
- 1997 - Greatest Hits n°7
- 2000 - Skaterpillar
- 2003 - Ed è subito party!
- 2006 - La buena y la mala onda

### EP
- 2011 - Skankin' Around